# Nasa nubicolorum
Nasa nubicolorum är en brännreveväxtart som beskrevs av Weigend. Nasa nubicolorum ingår i släktet färgkronor, och familjen brännreveväxter. Inga underarter finns listade i Catalogue of Life.